# Myrsine resinosa
Myrsine resinosa är en viveväxtart som först beskrevs av A.C. Smith, och fick sitt nu gällande namn av J.J. Pipoly. Myrsine resinosa ingår i släktet Myrsine och familjen viveväxter. Inga underarter finns listade i Catalogue of Life.